# 美馬市立中野小学校
美馬市立中野小学校（みましりつ なかのしょうがっこう）は、徳島県美馬市脇町にある市立小学校。児童数の減少などの理由で1997年3月31日をもって休校した。

## 概要
徳島県美馬市から香川県高松市塩江町へ向かう県道が山間に入って暫く行くと、野村谷川を東に渡って大滝山へ通じる山道がある。それを登って3km。森林の中に畑が開け、中央に茂る鎮守の森の下に、校舎は建っている。学校は分校として開校し30年後に独立した。1991年度（平成3年度）の全校生徒数は3人であった。

## 沿革

### 年表
- 1893年（明治26年） - 設立される。
- 1947年（昭和22年）4月1日 - 学制改革により中野小学校となる。
- 1959年（昭和34年）12月 - 校舎が全焼した[1]。
- 1960年（昭和35年） - 校舎完成。
- 1996年（平成8年） - 映画『虹をつかむ男』のロケに使用された[1]。
- 1997年（平成9年）3月31日 - 休校。

## 通学区域
- 美馬市
  - 脇町下中野
  - 脇町上中野
  - 脇町中八

## 進学先中学校
- 美馬市立岩倉中学校

## 統合先小学校
- 美馬市立岩倉小学校